# Hail Satin
Hail Satin è un album di cover del gruppo musicale statunitense Foo Fighters, pubblicato il 17 luglio 2021 dalla Roswell e dalla RCA Records.

## Descrizione
Distribuito inizialmente per il Record Store Day, il disco presenta sul lato A cinque reinterpretazioni di altrettanti brani dei Bee Gees, per l'occasione incisi dai Foo Fighters sotto il nome di Dee Gees, e sul lato B cinque brani tratti Medicine at Midnight registrati dal vivo presso gli Studio 606 di proprietà del frontman Dave Grohl.
L'11 luglio 2021, come anticipazione all'album, i Foo Fighters hanno reso disponibile il video di You Should Be Dancing attraverso il loro canale YouTube.

## Tracce
Lato A – Dee Gees
Testi e musiche di Barry Gibb, Maurice Gibb e Robin Gibb, eccetto dove indicato.
1. You Should Be Dancing – 3:52
2. Night Fever – 3:33
3. Tragedy – 4:47
4. Shadow Dancing – 4:15 (Andy Gibb, Barry Gibb, Maurice Gibb, Robin Gibb)
5. More Than a Woman – 3:08

Lato B – Foo Fighters
Testi e musiche di Foo Fighters.
1. Making a Fire – 4:12
2. Shame Shame – 4:02
3. Waiting on a War – 4:04
4. No Son of Mine – 3:25
5. Cloudspotter – 3:43

## Formazione
Gruppo
- Dave Grohl – voce (eccetto traccia 4), chitarra
- Taylor Hawkins – batteria, voce (traccia 4)
- Nate Mendel – basso
- Pat Smear – chitarra
- Chris Shiflett – chitarra
- Rami Jaffee – tastiera

Altri musicisti
- Greg Kurstin – cori (tracce 1-5)
- Barbara Gruska – cori
- Laura Mace – cori
- Samantha Sidley – cori
- Violet Grohl – cori (tracce 6-10)

Produzione
- Greg Kurstin – produzione
- Foo Fighters – produzione
- Darrell Thorp – registrazione, missaggio
- John Lousteau – assistenza tecnica
- Oliver Roman – assistenza tecnica
- Randy Merrill – mastering

## Classifiche
| Classifica (2021)         | Posizione massima |
| ------------------------- | ----------------- |
| Australia                 | 31                |
| Irlanda                   | 31                |
| Paesi Bassi               | 18                |
| Regno Unito               | 17                |
| Spagna                    | 61                |
| Stati Uniti               | 27                |
| Stati Uniti (alternative) | 3                 |
| Stati Uniti (rock)        | 5                 |